# Commission nationale du développement et de la réforme
La Commission nationale du développement et de la réforme (en chinois 中华人民共和国国家发展和改革委员会, dont la transcription pinyin est Guójiā Fāzhăn hé Găigé Wěiyuánhuì) est une agence chinoise de gestion macroéconomique placée sous l'autorité du Conseil des affaires de l'État.

## Historique
Le Comité d’État pour le Plan est fondée le 15 novembre 1952 ; il est rebaptisé Comité de planification du développement de l'État en 1998. En 2003, cette nouvelle structure fusionne avec, d'une part, la Commission du Conseil d'État de restructuration des structures économiques, et d'autre part une section de la Commission d'État pour l'économie et le commerce pour donner la structure actuelle.

## Mission
La commission gère huit missions principales.
Sa première mission est de formuler et de mettre en œuvre des stratégies de développement économique et social national, une planification à long terme et annuelle, ainsi que des politiques industrielles et de fixation de prix.
Sa deuxième mission est la surveillance et l'ajustement des performances de l'économie nationale, le maintien de l'équilibre des agrégats économiques et l'optimisation des principales structures économiques.
Sa troisième mission est l'examen et l'approbation des grands projets de construction.
Sa quatrième mission est la restructuration du système économique.
Sa cinquième mission est le réajustement stratégique et à la mise à niveau de la structure industrielle, ainsi que le développement de l'agriculture et de l'économie rurale.
Sa sixième mission est le développement du secteur de l'énergie et la gestion de la réserve nationale de pétrole. À ce titre, c'est par exemple elle qui décide de l'exemption de la taxe à l'achat d'une automobile pour les acheteurs de véhicules électriques, hybrides rechargeables et à pile à combustible.
Sa septième mission est la stratégie de développement durable, de développement social et de développement coordonné de l'économie régionale, ainsi que la mise en œuvre du programme de développement de la région occidentale. C'est par exemple à ce titre qu'elle promulgue le 4 septembre 2013 une circulaire visant à instituer cent villes pilotes de l'économie circulaire en Chine, mais aussi à fournir à ces dernières une aide administrative, politique et financière.
Enfin, sa huitième mission est la soumission du plan de développement économique et social national à l'Assemblée nationale populaire au nom du Conseil des affaires de l'État, conformément à la Constitution.

## Organisation
La Commission nationale du développement et de la réforme compte 890 fonctionnaires répartis en vingt-six départements différents.

## Liste des dirigeants
| N°. | Nom              | Nom du poste                                                                 | Date de début du poste | Date de fin     | Notes |
| --- | ---------------- | ---------------------------------------------------------------------------- | ---------------------- | --------------- | --- |
| 1   | Gao Gang         | Responsable du Comité d’État pour le Plan                                    | 15 novembre 1952       | 1954            | Durant le mandat de Gao Gang, le responsable du Comité est placé sur un pied d'égalité avec le premier ministre Zhou Enlai. Accusé d'« activités fractionnelles » et de « complot contre le comité central », Gao Gang est acculé au suicide à l'été 1954 et le comité est désormais subordonné au premier ministre. |
| 2   | Li Fuchun        | Ministre chargé du Comité d’État pour le Plan                                | Septembre 1954         | Janvier 1975    | Membre du comité depuis sa création puis vice-président, devient président de fait à la disparition de Gao Gang,. |
| 3   | Yu Qiuli         | Ministre chargé du Comité d’État pour le Plan                                | Janvier 1975           | Août 1980       | Vice-président du comité à partir de 1965, puis président au retrait de Li Fuchun ; il devient de ce fait vice-premier ministre, |
| 4   | Yao Yilin        | Ministre chargé du Comité d’État pour le Plan                                | Août 1980              | Juin 1983       | Yao Yilin a effectué une longue carrière ministérielle, d'abord dans le commerce puis dans les relations économiques extérieures, avant d'être nommé au Plan |
| 5   | Song Ping        | Ministre chargé du Comité d’État pour le Plan                                | Juin 1983              | Juin 1987       | Gouverneur du Gansu de 1977 à 1979, puis secrétaire du parti communiste du Gansu de 1977 à 1981 |
| 6   | Yao Yilin        | Ministre chargé du Comité d’État pour le Plan                                | Juin 1987              | Décembre 1989   | |
| 7   | Zou Jiahua (en)  | Ministre chargé du Comité d’État pour le Plan                                | Décembre 1989          | Mars 1993       | Zou Jiahua est entre autres à la tête du comité superviseur qui approuve le dernier rapport d'étude du Barrage des Trois-Gorges ; il est par ailleurs le premier officiel chinois à venir en France après les Manifestations de la place Tian'anmen, |
| 8   | Chen Jinhua (en) | Ministre chargé du Comité d’État pour le Plan                                | Mars 1993              | Mars 1998       | Chen Jinhua annonce en particulier un ajustement progressif du prix administré des céréales aux prix du marché, dans un contexte de forte croissance, |
| 9   | Zeng Peiyan      | Ministre chargé du Comité de planification du développement de l'État        | Mars 1998              | Mars 2003       | Il est particulièrement préoccupé par la question de l'emploi, |
| 10  | Ma Kai           | Ministre chargé de la Commission nationale du développement et de la réforme | Mars 2003              | Mars 2008       | Ma Kai est à la fois sensible aux questions de planifications et aux questions sociales, s'intéressant notamment aux populations vivant sous le seuil de pauvreté, |
| 11  | Zhang Ping (en)  | Ministre chargé de la Commission nationale du développement et de la réforme | Mars 2008              | 16 mars 2013    | Particulièrement préocupé par les questions de misère rurale, Zhang Ping entre à la Commission nationale en 2005 en tant que ministre adjoint chargé de la gestion de l’économie, du commerce et des prix. Ses principales réalisations à ce poste sont le contrôle des frais liés à l’éducation, la baisse des prix des soins médicaux, le contrôle des prix de l’immobilier, la réforme des prix de l’énergie et la stabilisation des prix agricoles |
| 12  | Xu Shaoshi (en)  | Ministre chargé de la Commission nationale du développement et de la réforme | 16 mars 2013           | 24 février 2017 | |
| 13  | He Lifeng        | Ministre chargé de la Commission nationale du développement et de la réforme | 24 février 2017        | 11 mars 2023    | C'est sous le mandat de He Lifeng que la Commission nationale du développement et de la réforme signe en décembre 2021 un protocole de coopération avec la Commission de l'Union africaine |
| 14  | Zheng Shanjie    |                                                                              | 12 mars 2023           | -               | |